# Philippe Riboud

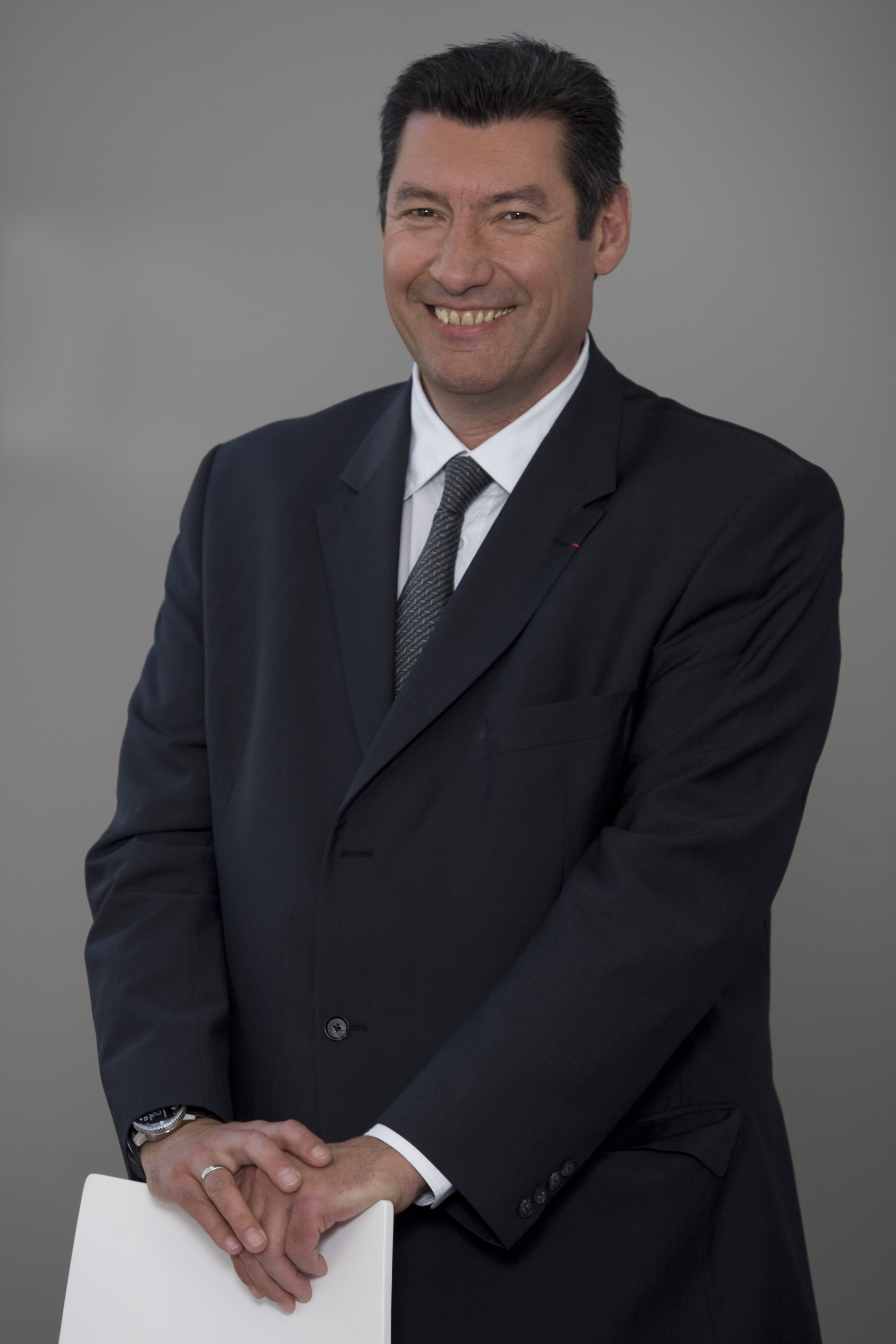
Philippe Riboud

Philippe Riboud, född den 9 april 1957 i Lyon, Frankrike, är en fransk fäktare som bland annat tog OS-guld i herrarnas lagtävling i värja i samband med de olympiska fäktningstävlingarna 1988 i Seoul.